# Селача
Селача (рум. Sălacea) — село у повіті Біхор в Румунії. Адміністративний центр комуни Селача.
Село розташоване на відстані 445 км на північний захід від Бухареста, 51 км на північний схід від Ораді, 123 км на північний захід від Клуж-Напоки.

## Населення
За даними перепису населення 2002 року у селі проживала 2391 особа.
Національний склад населення села:
| Національність | Кількість осіб | Відсоток |
| -------------- | -------------- | -------- |
| угорці         | 2249           | 94,1%    |
| цигани         | 109            | 4,6%     |
| румуни         | 32             | 1,3%     |

Рідною мовою назвали:
| Мова      | Кількість осіб | Відсоток |
| --------- | -------------- | -------- |
| угорська  | 2361           | 98,7%    |
| румунська | 30             | 1,3%     |